# Список керівників держав 1150 року
Список керівників держав 1149 року — 1150 рік — Список керівників держав 1151 року — Список керівників держав за роками

## Європа

### Британські острови
- Шотландське королівство — король Давид I Святий (1124—1153)
- Англійське королівство — король Стефан (1135—1141, 1141—1154)
- Уельс:
  - Гвінед — король Оуайн ап Гріфід (1137—1170)
  - Дехейбарт — король Каделл ап Гріфід (1143—1153)
  - Королівство Повіс — король Мадог ап Маредід (1132—1160)

### Північна Європа
- Данське королівство — король Кнуд V (1146—1157); Свен III, король (1146—1157)
- Ірландське королівство — верховний король Тойрделбах Уа Конхобайр (1119—1156)
  - Айлех — король Муйрхертах Мак Лохлайнн (1136—1143, 1145—1166)
  - Дублін — король Діармайт Мак Мурхада (1127—1136, 1162—1166)
  - Коннахт — король Тойрделбах Уа Конхобайр (1106—1156)
  - Лейнстер — король Діармайт Мак Мурхада (1126—1171)
  - Міде — король Доннхад Мак Муйрхертайг Уа Маел Сехлайнн (1144 — ?)
  - Ольстер — король Ку Улад мак Конхобайр мак Донн Слейбе (1131—1157)

- Норвезьке королівство — король Сігурд II (1136—1155); Інге I Горбун (1136—1161)
- Шведське королівство — король Сверкер I (1130—1156)

### Франція
Французьке королівство — король Людовик VII (1137—1180)
- Аквітанське герцогство — Алієнор, герцогиня (1137—1204)
- Ангулемське графство — граф Гільйом VI (1140—1179)
- Анжуйське графство — граф Жоффруа V Плантагенет (1129—1151)
- Бретанське герцогство — Ед II, герцог-регент (1148—1156)
- Бургундське герцогство — герцог Ед II (1143—1162)
- Бургундське графство — Беатрис I, пфальцграфиня (1148—1184)
- Вермандуа — граф Рауль I (1102—1152)
- Маконське графство — граф Гільйом III (1148—1155)
- Неверське графство — граф Гільйом III (1148—1161)
- Нормандське герцогство — герцог Жоффруа Плантагенет (1144—1151)
- Овернське графство — граф Гільйом VII (1147—1155)
- Руссільйонське графство — граф Госфред III (1113—1164)
- Тулузьке графство — граф Раймунд V (1148—1194); Альфонс II (1148 — бл. 1175)
- Шалонське графство — граф Гільйом I (1113—1166)
- Фландрське графство — граф Тьєррі Ельзаський (1128—1168)

### Священна Римська імперія
імператор Конрад III (1138—1152)
- Баварське герцогство — герцог Генріх XI Язомирготт (1141—1156)
- Саксонське герцогство — герцог Генріх Лев (1142—1180)
- Тюринзьке ландграфство — Людвіг II Залізний, ландграф (1140—1172)
- Швабське герцогство — герцог Фрідріх III Барбаросса (1147—1152)

- Австрійська (Східна) марка — маркграф Генріх II Язомирготт (1141—1156)
- Каринтійське герцогство — герцог Генріх V (1144—1161)
- Лувен — граф Готфрід III Сміливий (1142—1190)
- Лужицька (Саксонська Східна) марка — маркграф Конрад I (1136—1151)
- Монферратський маркізат — маркіз Вільгельм V Старий (бл. 1136—1191)
- Майсенське маркграфство — маркграф Конрад Великий (1124—1156)
- Північна марка — маркграф Альбрехт Ведмідь (1134—1157)

- Богемське князівство (Чехія) — князь Владислав II (1140—1158)
  - Брненське князівство — князь Вратислав (1126—1129, 1130—1155)
  - Зноймо (князівство) — князь Конрад II (1123 — бл. 1161)
  - Оломоуцьке князівство — князь Владислав (1137—1140); Ота III Детлеб (1140—1160)

- Штирійська марка (Карантанська марка) — маркграф Отакар III (1129—1164)
- Рейнский Пфальц — пфальцграф Герман III Штахлекський (1141—1155)
- Лотаринзьке герцогство — герцог Матьє I (1139—1176)
- Еноське графство — граф Бодуен IV (1120—1171)
- Намюрське графство — граф Генріх I (Генріх IV Люксембурзький) (1139—1189)
- Люксембурзьке герцогство — граф Генріх IV Сліпий (1136—1196)

- Голландське графство — граф Дірк VI (1121—1157)

- Савойське графство — граф Гумберт III (1148—1189)

### Іспанія,Португалія
- Ампуріас — граф Понс II (бл. 1116 — бл. 1154)
- Барселонське графство — граф Рамон Беренгер IV (1131—1162
- Кастильська Корона — король Альфонсо VII (1126—1157)
- Наваррське королівство (Памплона) — король Гарсія Рамірес Відновник (1134—1150; Санчо VI Мудрий (1150—1194)
- Пальярс Верхній — граф Артау (Артальдо) III (бл. 1124 — бл. 1167)
- Пальярс Нижній — граф Арнау Міро I (1124—1174)
- Прованське графство — граф Раймонд Беренгер II (1144—1166)
- Урхельське графство — граф Ерменгол VI (1102—1154)
- Португальське графство — граф Альфонс Енрікеш (1139—1185)
- Кармона (тайфа) — емір Дарус (бл. 1143—1150); 1150 року завойована Альмохадами
- Майорка (тайфа) — Мухаммад I, емір (1126—1156)
- Ньєбла (тайфа) — Юсуф аль-Бітруї, емір (бл. 1145 — бл. 1150);1150 року завойована Альмохадами
- Сільвес (тайфа) — Абу'л Валід Мухаммад, емір (1145—1151)

### Італія
- Венеційська республіка — дож Доменіко Морозіні (1148—1156)
- Папська держава — папа римський Євгеній III (1145—1153)

- Сицилійське королівство — Рожер II, король (1130—1154)
  - Герцогство Апулії і Калабрії — герцог Вільгельм I Злий, герцог (1148—1156)
  - Тарантське князівство — князь Сімон (1144—1157)

### ЦентральнатаСхідна Європа
- Польща — князь-принцепс Болеслав IV Кучерявий (1146—1173)
  - Великопольське князівство — Мешко, князь (1138—1179, 1181—1202)
  - Сандомирське князівство — князь Генріх (1146—1166)
  - Сілезьке князівство — князь Болеслав Кучерявий (1146—1163)
  - Мазовецьке князівство — Болеслав Кучерявий, князь (1138—1173)
  - Померанія — князь Ратибор I (1135—1156)
- Рашка (Сербія) — великий жупан Урош II (1145—1161/1162)
  - Дукля (князівство) — жупан Деса Вуканович (1148—1162)
- Угорщина — король Геза II (1141—1162)
- Київська Русь — великий князь Юрій Долгорукий (1149—1151, 1155—1157)
  - Волинське князівство — князь Ізяслав Мстиславич (1135—1141, 1149—1151)
  - Володимиро-Суздальське князівство — Юрій Долгорукий, князь (1113—1149, 1151—1157)
  - Галицьке князівство — князь Володимир Володаревич (1141—1144, 1144—1153)
  - Городенське князівство — Борис Всеволодович, князь (1141 — бл. 1166)
  - Дорогобузьке князівство — Володимир Андрійович, князь (1150—1152, 1154—1170)
  - Новгородське князівство — князь Ярослав Ізяславич (1148—1154)
  - Переяславське князівство — князь Ростислав Юрійович (1149—1151)
  - Полоцьке князівство — князь Рогволод Борисович (1144—1151, 1159—1162)
  - Смоленське князівство — князь Ростислав Мстиславич (1127—1159)
  - Чернігівське князівство — князь Володимир Давидович (1139—1151)

### Візантійська імперія
- Візантійська імперія — імператор Мануїл I Комнін (1143—1180)

## Азія

### Західна Азія
- Аббасидський халіфат — халіф Аль-Муктафі Ліамріллах (1136—1160)
- Анатолійські бейлики —
  - Артукіди — емір Фахр ад-дін Кара-Арслан ібн Дауд (Хисн Кайф) (1144—1167)
  - Данішмендиди — Яги-басан, мелік (в Сивасі) (1142—1164); Айн аль-Дель, емір (в Малатьї) (1142—1152)
  - Іналогуллари — емір Махмуд (1142—1183)
  - Менгджуки (Менгучегіди) — бей Дауд (1120—1155)
  - Салтукіди — емір Салтук II (1132—1168)
  - Шах-Арменіди  — бей Сукман II Насир ад-дін (1128—1185
- Антіохійське князівство — княгиня Констанція (1130—1163)
- Едеське графство — граф Жослен II (1131—1150)
- Єрусалимське королівство — Мелісенда, королева (1131—1153)
- Зангіди — Кутб ад-Дін Мавдуд, емір Масула (1149—1170); Нур ад-Дін Махмуд, атабек Алеппо (1146—1174)
- Конійський султанат — султан Масуд I (1116—1156)

Ємен —
- Зураїди — амір Мухаммад I (1139—1153)
- Наджахіди — амір Фатік III бін Мухаммад (1137—1158)
- Хамданіди — султан Хатім III бін Ахмад (1139—1161)

Кавказ
- Вірменія:
  - Кілікійське царство — Торос II Великий, князь (1145—1169)
  - Шеддадіди (Анійський емірат) — Шаддад ібн Махмуд (1131—1155)
  - Сюнікське царство — цар Григор II Сенекеримян (1096—1166)
- Грузія — цар Деметре I (1125—1155, 1155—1156)
- Держава Ширваншахів — ширваншах Манучехр III Великий (1120—1160)

### Центральна Азія
- Газнійська держава (Афганістан) — султан Бахрам-шах (1117—1157)
- Гуріди — малік Ала уд-Дін Хусайн (1149—1152)
- Персія
  - Баванді (Табаристан) — іспахбад Шах Газі Рустам IV (1142—1165)
  - Хазараспіди — Абу Тахір ібн Мухаммад, атабек (1148—1203)

- Середня Азія
  - Держава Хорезмшахів — хорезмшах Ала ад-Дін Атсиз (1127—1156)
  - Східно-Караханідське ханство — хан Ібрагім II Богра-хан (1130—1156)
  - Західно-Караханідське ханство — хан Ібрагім II Богра-хан (1130—1132, 1141—1156)

- Сельджуцька імперія — великий султан Санджар (1118—1153)
  - Дамаський емірат — емір Абак Муджіруд-дін (1140—1154)
  - Іракський султанат — султан Масуд ібн Мухамад (1134—1152)
  - Керманський султанат — султан Мухаммад-шах I (1142—1156)

### Південна Азія
- Індія
  - Західні Чалук'я — магараджа Джагадекамалла II (1138—1151)
  - Держава Хойсалів — перманаді Боттіга Вашнувардхана (1108—1152)
  - Династія Сена — раджа Віджая Сена (1096—1159)
  - Імперія Пала — магараджа Маданапала (1144—1162)
  - Калачурі — раджа Гайякарна (1125—1152)
  - Качарі — цар Біраджвай (бл. 1125 — бл. 1155)
  - Кашмір — цар Джаясімха (1128—1155)
  - Парамара (Малава) — магараджа Баллала (1143—1150/1151)
  - Соланка — раджа Кумарапала (1143—1173)
  - Чандела — раджа Маданаварман (1128—1165)
  - Чола — магараджа Кулоттунга Чола II (1135—1150); Раджараджа Чола II (1150—1173)
  - Ядави (Сеунадеша) — магараджа Маллугідева (1145—1150); Амарагангея (1150—1160)

- Шрі-Ланка
  - Полоннарува — цар Гаджабаху II (1132—1153)

### Південно-Східна Азія
- Кхмерська імперія — імператор Сур'яварман II (1113—1150); Дхараніндраварман II (1150—1160)
- Дайков'єт — імператор Лі Ан Тонг (1138—1175)
- Далі (держава) — король Дуань Чженсін (1147—1171)
- Паган — король Ситу I (1112/1113 — 1167)
- Чампа — князь Джая Харіварман I (1147—1167)
- Індонезія
  - Сунда — магараджа Ланглангбхумі (1064—1154)

### Східна Азія
- Японія — Імператор Коное (1142—1155)
- Китай (Імперія Сун) — імператор Гао-цзун (Чжао Гоу) (1127—1162)
  - Західне Ся — імператор Жень-цзун (Лі Женьсяо) (1139—1193)
  - Каракитайське ханство (Західне Ляо) — Табуян, імператриця (1143—1150); гурхан Єлюй Ілія (1150—1163)
  - Цзінь — імператор Ваньянь Дігунай (Хайлін-ван) (1149—1161)
- Корея
  - Корьо — ван Ийджон (1146—1170)

## Африка
- Альмохади — Абд аль-Мумін, халіф (1130—1163)
- Аксум (Ефіопія) — імператор Гебре Мескель Лалібела (1119—1159)
- Гана — цар Муса (1140—1160)
- Зіріди — емір Аль-Хасан ібн Алі (1121—1163)
- Імперія Гао — дья Бере Фолоко (бл. 1140 — бл. 1170)
- Кілва — султан Давуд ібн Сулейман (1131—1170)
- Мукурра — цар Георгій IV (бл. 1130 — бл. 1158)
- Фатімідський халіфат — халіф Аз-Зафір Біамріллах (1149—1154)
- Канем — маї Дунама II (1098—1150)
- Нрі — Намоке, езе (1090—1158)
- Хаммадіди — султан Яхья ібн Абд аль-Азіз (1121—1152)

| Історія | Це незавершена стаття з історії. Ви можете допомогти проєкту, виправивши або дописавши її. |